# Эмингер, Ярослав
Я́рослав Эмингер (4 июня 1886, Часлав, Цислейтания — 14 июля 1964, Прага) — чешский военный, который командовал правительственными войсками протектората Богемии и Моравии в период немецкой оккупации.

## Военная карьера
Эмингер получил образование в Терезианской военной академии и служил в австро-венгерской армии на русском и итальянском фронтах во время Первой мировой войны. Между 1919 и 1922 годами он возглавлял чехословацкую военную миссию в Будапеште, координируя её деятельность по сбору разведывательной информации. Вернувшись в Чехословакию, он продвинулся по служебной лестнице в качестве кавалерийского офицера, в конечном итоге став командиром 3-й быстрой дивизии.
Эмингер покинул страну после немецкой оккупации чешских земель в 1939 году, но Алоис Элиаш убедил его вернуться, чтобы возглавить создание новой правительственной армии, первым командующим которой он стал в августе. Как генерал-инспектор правительственной армии, Эмингер получил звание генерала 2-го класса 11 ноября 1939 года и повышен до генерала 1-го класса 1 августа 1942 года.
Во время своего руководства правительственной армией Эмингер проводил программу внешнего сотрудничества с немецкими властями, в то же время тихо саботировал оперативную работу в армии и закрывал глаза на участие военных в деятельности Сопротивления. В 1943 году правительственная армия была развернута в попытке захватить места десантирования парашютистов в Богемии и Моравии, используемые бойцами сопротивления и союзниками. Согласно одному из сообщений, когда подчиненный офицер спросил, что солдаты Протектората должны делать в случае успешного перехвата парашютистов, Эмингер ответил: «Если их мало, вы проигнорируете их, если их много, вы присоединитесь к ним».
Весной 1944 года Фердинанд Шааль потребовал, чтобы президент Эмиль Гаха направил правительственную армию в Италию для помощи немецким войскам в военных действиях, против чего Эмингер безуспешно возражал.
Одним из последних действий Эмингера в качестве командующего правительственной армией произошло 5 мая 1945 года, когда он приказал 1-му батальону армии направить оружие против Вермахта в бою за Чехословацкое радио.

## Арест и реабилитация
Эмингер был арестован после окончания Второй мировой войны и в апреле 1947 года предстал перед судом по обвинению в сотрудничестве с Германией. Он был оправдан по всем пунктам обвинения, а суд вынес приговор, согласно которому Эмингер был «верным чехом и храбрым человеком». Он прожил остаток своей жизни в уединении на пенсии.